# 徐骏 (微电子学家)
徐骏，南京大学电子科学与工程学院教授，主要从事硅基纳米结构材料的可控制备、硅基纳电子与光电子器件等方面的研究工作。入选中华人民共和国教育部2009年度"长江学者"特聘教授。